# Rheinhalle (Lustenau)
Die Rheinhalle ist eine Eissporthalle und die einzige Wintersportstätte in der Vorarlberger Marktgemeinde Lustenau.

## Geschichte
Die am 8. Jänner 1972 eröffnete Rheinhalle war die erste überdachte Eishalle Vorarlbergs. Die ursprünglich veranschlagten rund neun Millionen Schilling erwiesen sich als grobe Fehlkalkulation. Die Gemeinde Lustenau als Auftraggeber konnte die tatsächlichen Kosten von 16 Millionen aufgrund von besonders hohen Steuereingängen der Jahre 1971 und 1972 ohne zusätzliche Darlehen decken. Die als Generalunternehmer beauftragte Sanitärfirma Häflinger aus Lyss im Kanton Bern hingegen verzeichnete mit dem Projekt einen Verlust von 1,5 Millionen Schilling und geriet dadurch in massive finanzielle Schwierigkeiten, die schließlich in den Konkurs führten.
Bei der Lustenauer Bevölkerung stieß die Eishalle sofort auf großen Zuspruch: vom 9. Jänner bis zum 5. April 1972 wurden bereits über 60.000 Eintrittskarten für den Publikumseislauf verkauft. Bereits im ersten Jahr wurde die Eisbahn intensiv für verschiedenste Veranstaltungen genützt: am 1. März fand ein internationales Eisstocktournier statt, am 29. März der „1. Auto-Eissalon“, im Herbst folgten die Berliner Eisrevue, die österreichische Kleinbahnmeisterschaft im Eisschnelllauf, die Vorarlberger Meisterschaften im Eisstockschießen und ein Eistanzturnier. Dazu kamen – naturgemäß – noch alle Heimspiele des EHC Lustenau. Auch über die Sommermonate wurde das Gebäude genutzt, sei es für ein dreitägiges Frühlingsfest des FC Lustenau, ein ebenfalls dreitägiges Landesmusikfest mit 100 Blasmusikkapellen oder das zehn Tage dauernde „12. Lustenauer Oktoberfest“, in dessen Rahmen auch ein Profiboxkampf mit Hans Orsolics ausgetragen wurde.
Auch in den folgenden Jahren diente die Rheinhalle als Schauplatz internationaler Veranstaltungen. Unter anderem war 1973 die Wiener Eisrevue zu Gast, 1980 Holiday on Ice. In der eisfreien Zeit fanden über fast zwei Jahrzehnte immer wieder Konzerte internationaler Stars statt, wie den Les Humphries Singers (1973), Peter Alexander (1975), Cat Stevens (1976), James Last (1977), Boney M. (1978), Tina Turner (1979), Whitesnake (1979), Nazareth (1983), David Hasselhoff (1987), Herbert Grönemeyer (1987), die Erste Allgemeine Verunsicherung (1988), die Zillertaler Schürzenjäger (1988) und Joe Cocker (1989). In den Jahren 1988 und 1992 gastierte der Musikantenstadl je einmal in der Rheinhalle. Seit Oktober 1989 ist für Sonderveranstaltungen eine Bewilligung der Baubehörde samt kommissionieller Prüfung vorgeschrieben, größere Events finden seitdem hauptsächlich im 1987 eröffneten Reichshofsaal statt.
Bereits 1983 erfolgte ein nordseitiger Zubau, mit dem der Eingangsbereich neu gestaltet und die Umkleideräume vergrößert wurden.
Um die Jahrtausendwende wurde das Gebäude etappenweise generalsaniert. Ostseitig wurde ein neuer Kabinentrakt angebaut, die gesamte Eisaufbereitungsanlage, die Eispiste und die Hallentechnik wurden saniert und die Tribünenanlagen wurden neu gestaltet. Der Eingangsbereich, die Verwaltungsräume und das Restaurant wurden erneuert und die Außenhülle komplett saniert.

## Nutzung
Die Rheinhalle ist die Heimstätte des EHC Lustenau und bietet 2.200 Zuschauern Platz. Die Spiele der Saison 2018/19 besuchten im Schnitt rund 940 Zuschauer. Auch der Eislaufclub Lustenau und der Eisstockschützenclub Lustenau nützen die Halle. Im eigenen VIP-Bereich können Gäste bewirtet werden, dieser Teil wird auch für private Feiern vermietet.
Von Mitte Oktober bis Mitte März ist die Rheinhalle für den Publikumseislauf geöffnet, und mehrmals pro Saison wird eine Eisdisco veranstaltet.